# Phastia umbrata
Phastia umbrata är en fjärilsart som beskrevs av William Schaus 1906. Phastia umbrata ingår i släktet Phastia och familjen tandspinnare. Inga underarter finns listade i Catalogue of Life.